# 梅里塞克
梅里塞克（法語：Merry-Sec，法語發音：[mɛʁi sɛk]）是法国勃艮第-弗朗什-孔泰大区约讷省的一个市镇，属于欧塞尔区。

## 地理
梅里塞克（47°39'23"N, 3°29'6"E）面积14.17 平方千米，位于法国勃艮第-弗朗什-孔泰大區约讷省，该省份为法国中北部内陆省份，西接卢瓦雷省，西北接塞纳-马恩省，南至涅夫勒省，东临科多尔省，东北与奥布省接壤。
与梅里塞克接壤的市镇（或旧市镇、城区）包括：埃康、库朗日龙、库尔松莱卡里耶尔、米热、穆菲、瓦讷、莱欧德福泰尔。

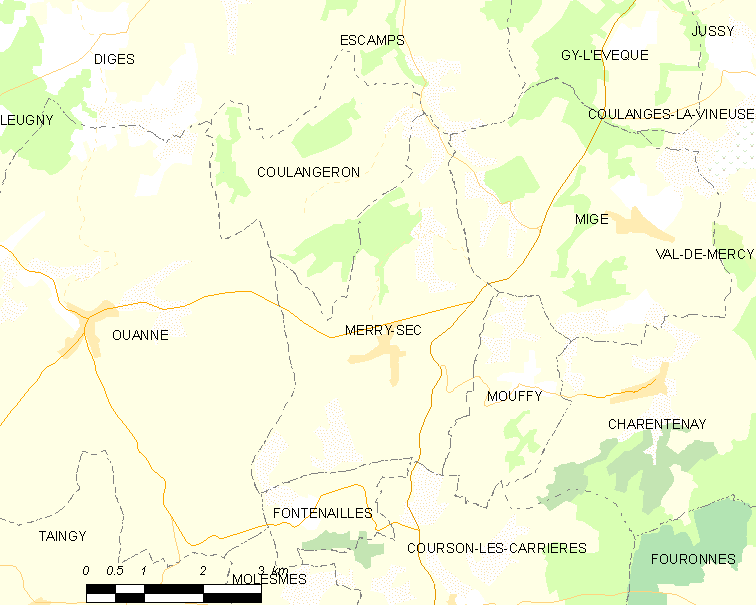
梅里塞克的OSM定位图

梅里塞克的时区为UTC+01:00、UTC+02:00（夏令时）。

## 行政
梅里塞克的邮政编码为89560，INSEE市镇编码为89252。

## 政治
梅里塞克所属的省级选区为万塞勒县。

## 人口

1962-2008年间梅里塞克人口变化图示

梅里塞克于2022年1月1日时的人口数量为175人。